# Cumaru (Pernambuco)
Cumaru is een gemeente in de Braziliaanse deelstaat Pernambuco. De gemeente telt 13.812 inwoners (schatting 2009).
De gemeente grenst aan Surubim, Salgadinho, Passira, Riacho das Almas en Bezerros.